# Соснівка (Золочівська селищна громада)
Сосні́вка (МФА: [soˈsɲiu̯kɐ] ( прослухати)) — село в Золочівській громаді Богодухівського району Харківської області України. Населення становить 13 осіб.

## Географія
Село Соснівка знаходиться між річками Лопань (5,5 км) і Уди (5 км), у верхів'ях Балки Лукі, на відстані 5 км розташовані села Світличне і Уди. До села примикають невеликі лісові масиви, в тому числі урочище Левенок. По селу протікає пересихаючий струмок з загатою.

## Історія
Село постраждало внаслідок геноциду українського народу, вчиненого урядом СРСР у 1932—1933 роках, кількість встановлених жертв у Макаровому, Світличному, Дуванці, Соснівці — 43 людей.
12 червня 2020 року, розпорядженням Кабінету Міністрів України № 725-р «Про визначення адміністративних центрів та затвердження територій територіальних громад Харківської області», увійшло до складу Золочівської селищної громади.
19 липня 2020 року, в результаті адміністративно-територіальної реформи та ліквідації Золочівського району, село увійшло до складу Богодухівського району.

## Населення
За переписом населення 2001 року в селі мешкало 13 осіб.

### Мова
Розподіл населення за рідною мовою за даними перепису 2001 року:
| Мова       | Відсоток |
| ---------- | -------- |
| українська | 84,62 %  |
| білоруська | 15,38 %  |